# Pacte de Famine
Pacte de Famine eller svältpakten var en konspirationsteori som spelade en inflytelserik roll för den politiska utvecklingen i Frankrike under 1700-talet. Teorin gick ut på att eliten avsiktligt manipulerade fram svältkatastrofer för att gynna de privilegierade klasserna genom att undanhålla mjöl eller reglera mjölpriserna för att göra mjöl svåråtkomligt för allmänheten, något som ledde till svält eftersom bröd under denna tid var allmänhetens kanske viktigaste basmatvara.
Bakgrunden var befolkningsexplosionen i Frankrike under 1700-talet, som gjorde att skörden ofta inte räckte till, i kombination med upplysningstidens nya ekonomiska idéer kring ekonomisk förtjänst och den fria marknadsekonomin, med Anne Robert Jacques Turgot som en av centralfigurerna. Svältpakten var populär bland den fattiga allmänheten och spelade en roll under mjölkriget 1775 och den stora skräcken 1789.